# Anobins
Els anobins (Anobinae) són una subfamília de lepidòpters ditrisis de la família dels erèbids (Erebidae).
Les característiques morfològiques comunes d'Anobinae inclouen el cap fosc i un collaret protoràcic, color més clar al tòrax, i, o bé antenes bipectinades o antenes amb flagelòmers en els mascles.

## Gèneres
- Anoba – Gènere tipus
- Baniana
- Deinopa
- Lephana

## Galeria

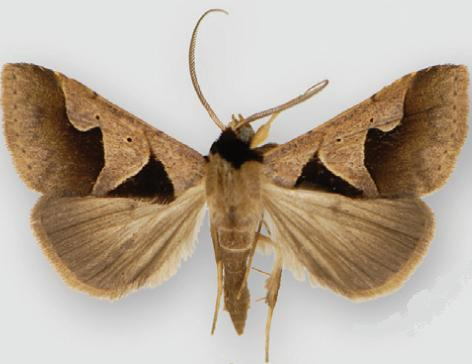
Anoba trigonoides
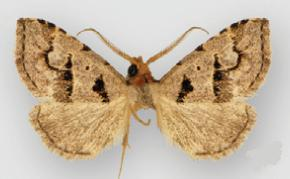
Baniana minor